# 趙炳然
趙炳然（1507年—1569年），字子晦，號劍門，四川保寧府劔州人，明朝政治人物。

## 生平
嘉靖十年（1531年）辛卯科四川鄉試第六十一名舉人。嘉靖十四年（1535年），登乙未科進士，嘉靖十四年（1539年）除新喻縣知縣，十九年十月選貴州道試監察御史，次年實授。二十四年（1545年）五月與給事中李文進覈查宣府、大同、山西等地兵餉，彈劾前後督撫樊繼祖、史道，監司楊銳，指揮馮世彪等一百七十七人侵冒罪。二十五年審訊謀反宗室朱充灼等。復除江西道御史，二十九年巡按雲南，彈劾黔國公沐朝弼、巡撫都御史石簡剿元江府土舍那鑒兵敗失利一事。三十二名巡按浙江，監察紀錄浙江剿倭戰事。三十四年七月升大理寺右寺丞，三十六年四月轉左寺丞，十月晋本寺右少卿，數日後升都察院右僉都御史，巡撫湖廣，監修明顯陵及龍飛等殿工程。丁憂歸。服闋，四十年十一月起都察院右僉都御史、協理院事，四十一年四月升左副都御史。
浙江、福建總督胡宗憲下獄，明世宗下詔罷總督職。大學士徐階以浙江寇剛平定，請設巡撫綏輯，遂于嘉靖四十一年（1562年）十一月進升趙炳然為兵部右侍郎兼都察院右僉都御史、提督軍務巡撫浙江，在任期間減免百姓稅費。福建巡撫游震得請浙兵剿平倭寇，世宗下詔發義烏精兵一萬，命副總兵戚繼光率領前往，仍諭趙炳然協剿。同年，戚繼光平亂，餘寇流入浙江。官軍迎戰於連嶼、陡橋、石坪，斬首百餘級。新倭復犯石坪，將士乘勝殲掉。趙炳然以援剿功，再賜金幣，進右都御史兼兵部右侍郎。
嘉靖四十三年七月，巡視京營給事中辛自修彈劾罷免戎政都御史李鐩，請擇素知兵者取代。於是召趙炳然為兵部尚書，協理戎政。四十四年十月，詔兼右副都御史，總督宣、大、山西軍務。新平、平遠、保平三堡密邇宣府，舊屬大同。天城相去六十里，孤懸塞外，隔崇山，寇騎時常出沒。趙炳然奏添設參將，別設一營，得到批准。以總兵官馬芳等卻敵功，四十五年閏十月召還部，代楊博為兵部尚書。以三年考滿，加太子少保。隆慶初，以病乞休。卒贈太子太保，諡恭襄。

## 家族
曾祖趙佐，祖趙思濟，父趙松，母鄭氏。重庆下。

## 延伸阅读
[在维基数据编辑]
 《國朝獻徵錄·卷之三十九》，出自焦竑《國朝獻徵錄》
 《明史卷二百〇二》，出自《明史》